# جيمس إل. لايتون
جيمس إل. لايتون (بالإنجليزية: James L. Leighton)‏ هو كيميائي أمريكي، ولد في 12 فبراير 1964.